# Großes Becken

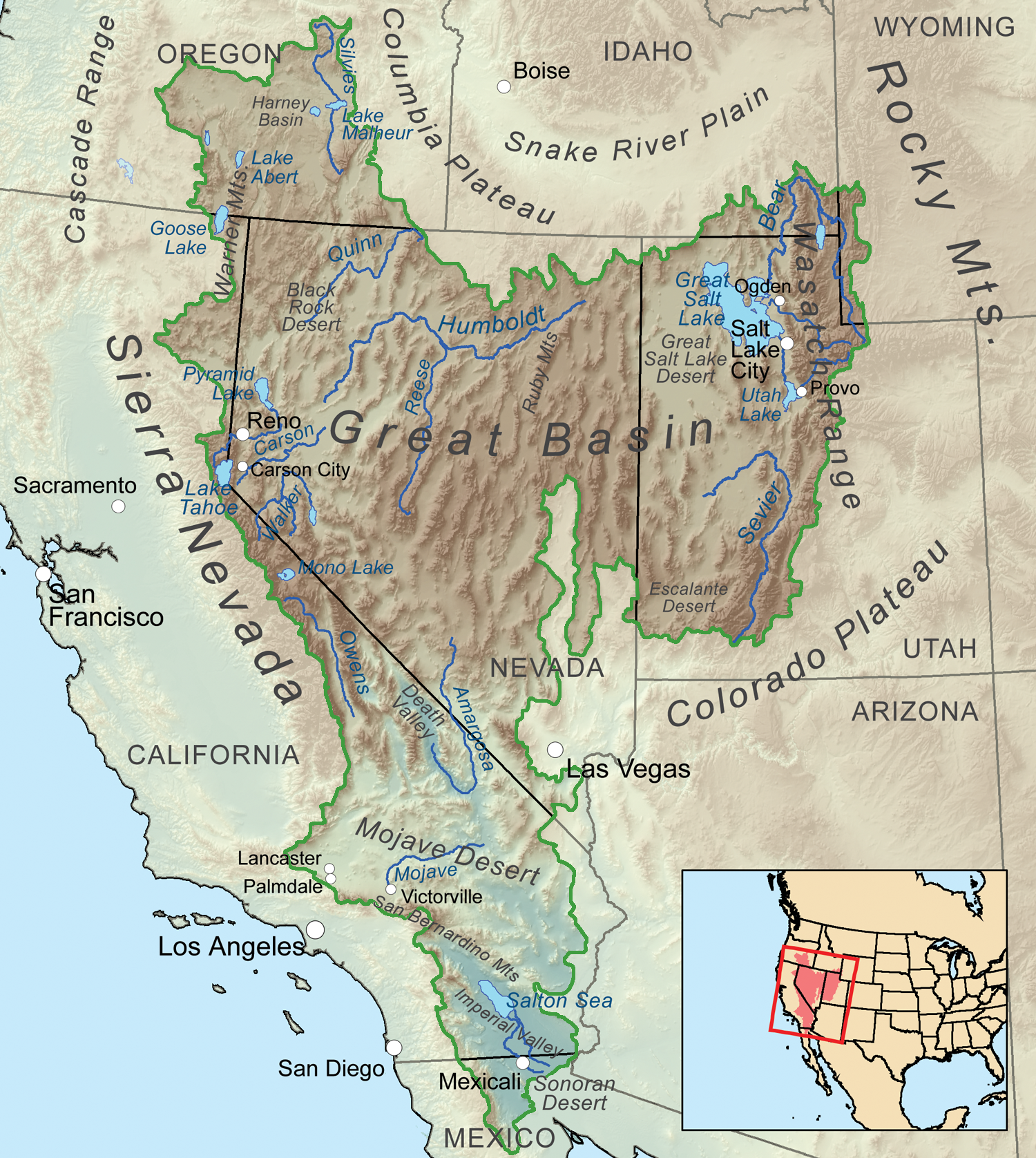
Einzugsgebiet des Großen Beckens

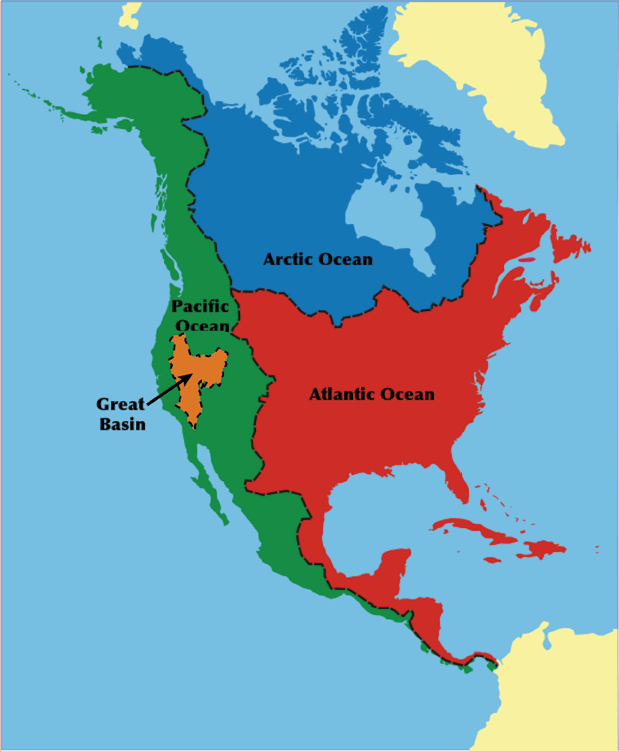
Nordamerikanische Wasserscheiden (Großes Becken orange markiert)

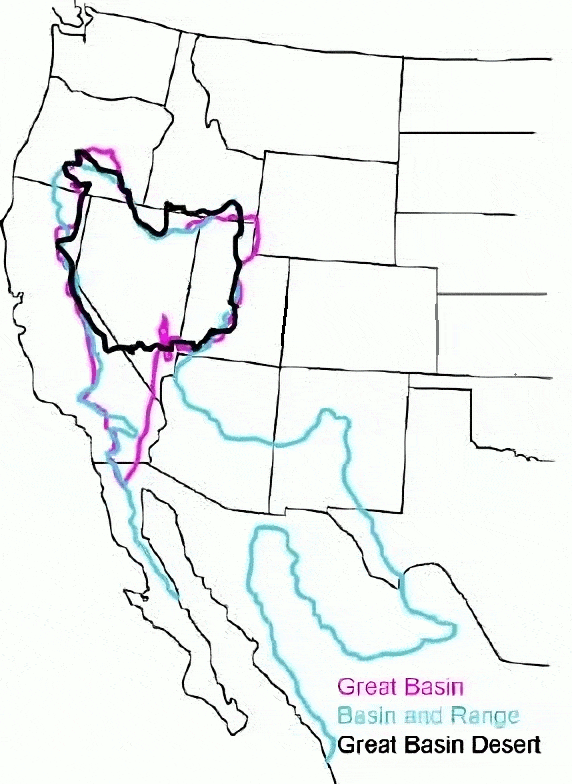
Verschiedene Definitionen des Großen Beckens

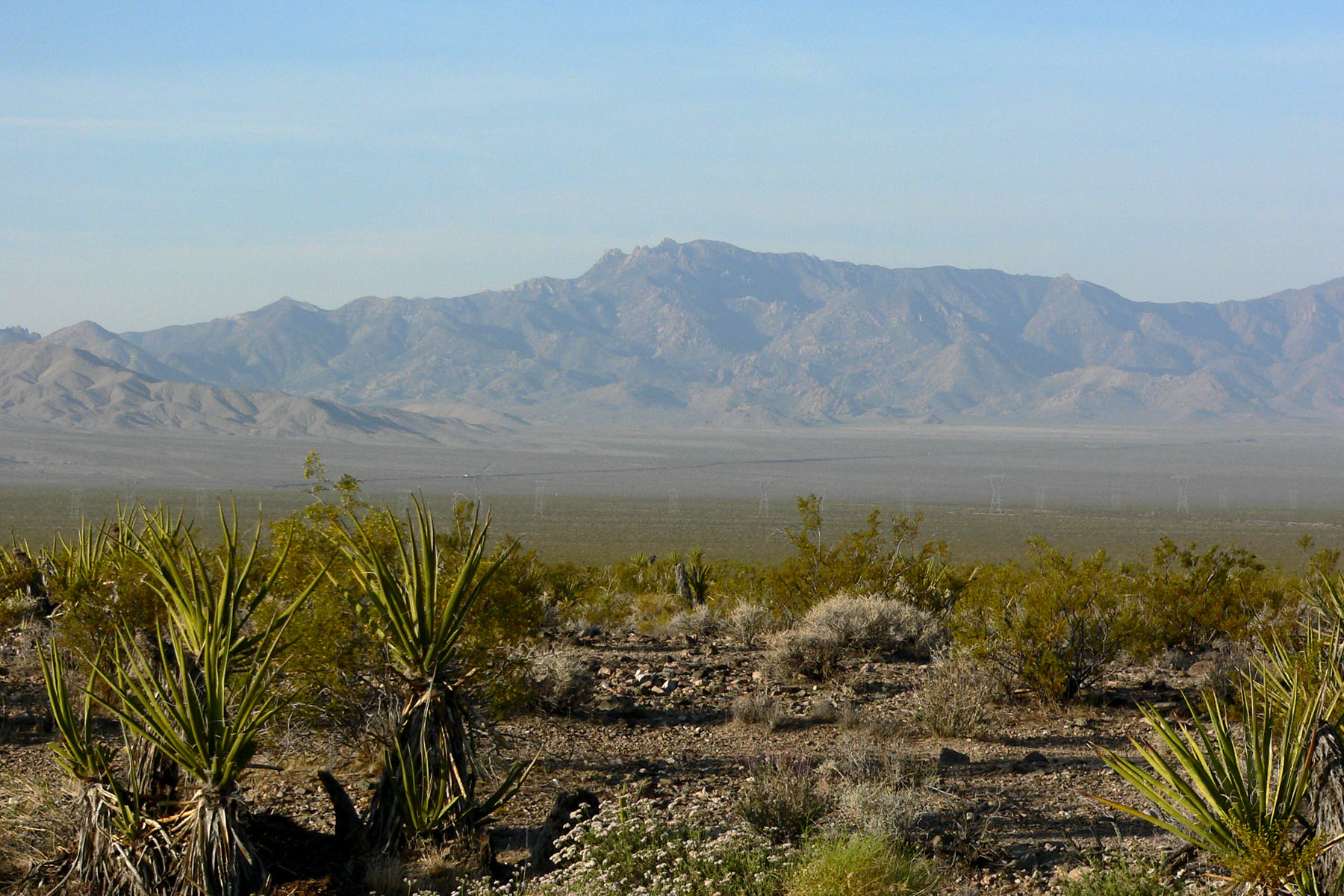
Typische Landschaft, hier New York Mountains in Nevada

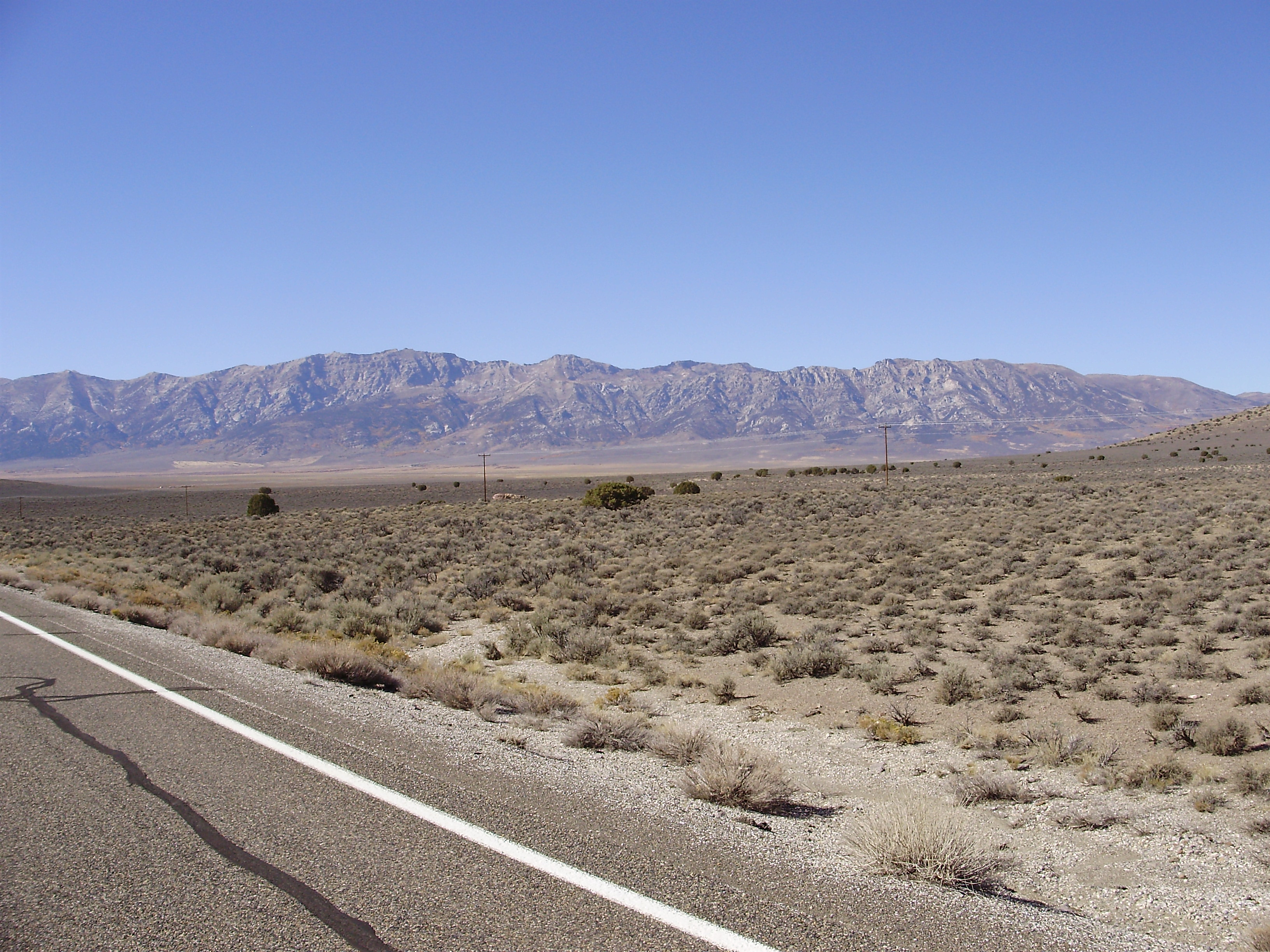
Das Ruby Valley, Nevada

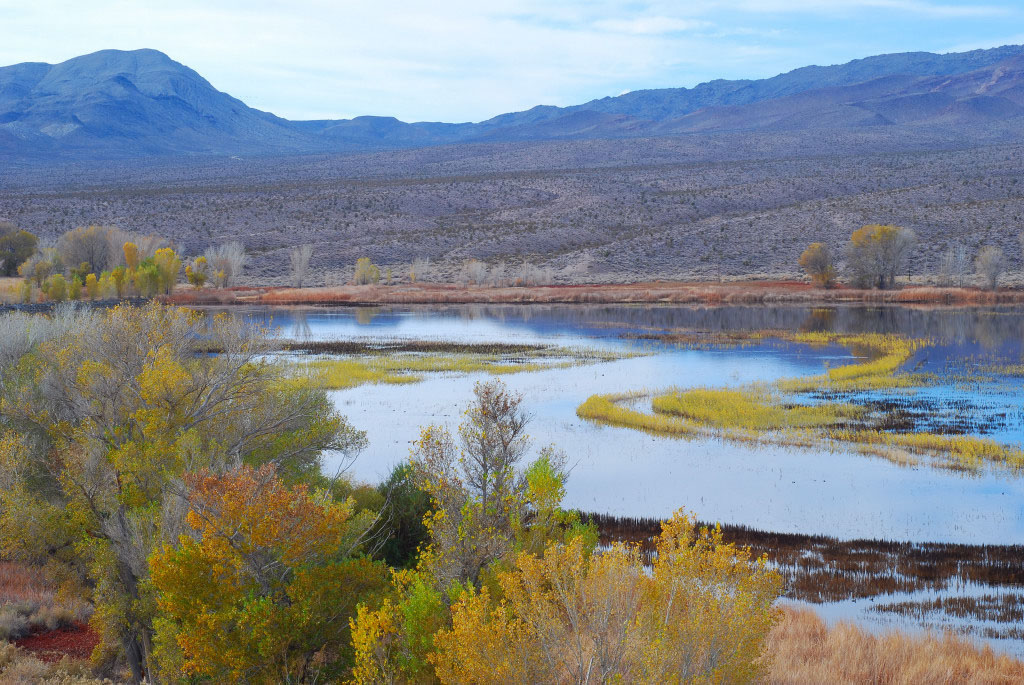
Pahranagat National Wildlife Refuge

Das Große Becken (englisch Great Basin) ist eine trockene Großlandschaft, die sich im Westen der USA zwischen der Wasatchkette im Osten sowie der Sierra Nevada und der Kaskadenkette im Westen über mehrere US-Bundesstaaten, überwiegend jedoch in Nevada, erstreckt. Kleinere Anteile haben ferner Oregon, Idaho, Utah, Wyoming und Kalifornien. Die Grenzen des Großen Beckens werden verschieden definiert: Unter Großem Becken (engl. Great Basin) versteht man im Allgemeinen die Gebiete, die ein abflussloses Einzugsgebiet bilden. Als Great Basin Desert („Großes-Becken-Wüste“) versteht man die Gebiete, in der die charakteristische Vegetation des Großen Beckens vorherrscht. Basin and Range ist eine geologische Region, die wesentlich größer als das eigentliche Becken ist und auch die Mojave- und die Sonora-Wüste in Mexiko umfasst.
Auch eines der Nordamerikanischen Kulturareale der indigenen Bevölkerung wird Großes Becken (Great Basin) genannt.

## Geologie und Einteilung
Das Große Becken ist ein Bruchschollengebirge, das nach Auffaltung der Kordilleren zuerst zu einem Hochplateau aufwuchs und später durch Spreizung der Kontinentalkruste entstandene Verwerfungen in Horste, Pultschollen und Gräben zerfallen ist. Heute besteht es aus einer sehr großen Zahl kleiner „Gebirgsinseln“, deren Abtragungsschutt von den benachbarten Senken aufgenommen wurde. Diese Senken bilden rund hundert einzelne Becken unterschiedlichster Größe, sodass der Name Großes Becken etwas irreführend ist. Das Gebiet wird von Steppen, Stein- und Sandwüsten, meist trocken liegenden Bach- und Flussläufen, Canyons, Salzseen und -pfannen und einigen kleinen und großen Seen (zum Beispiel Großer Salzsee, Utah Lake und Pyramid Lake) geprägt. Im Norden des Großen Beckens verläuft der Humboldt River, der im Westen unter der Flanke der Sierra Nevada in kleinen abflusslosen Seen endet, in denen das Wasser in der Wüstenluft verdunstet.
Die Täler bzw. Teilbecken, welche eigene abflusslose Einzugsgebiete bilden, sind:
(Befindet sich ein Gebiet in mehreren Bundesstaaten, so ist jeweils nach dem Gedankenstrich der zuerst genannt, in dem der größte Teil des Gebietes liegt.)
- Nevada:
  - Winnemucca Lake – Nevada
  - Granite Springs Valley – Nevada
  - Dixie Valley – Nevada
  - Gabbs Valley – Nevada
  - Big Smoky Valley – Nevada
  - Diamond Valley – Nevada
  - Monitor Valley – Nevada
  - Little Smoky Valley – Nevada
  - Ruby Valley – Nevada
  - Spring Valley – Nevada
  - Steptoe Valley – Nevada
  - Dry Lake Valley – Nevada
  - Soda Spring Valley – Nevada
  - Ralston Valley – Nevada
  - Stone Cabin Valley – Nevada
  - Hot Creek Valley – Nevada
  - Railroad Valley – Nevada
  - Cactus Flat – Nevada
  - Sarcobatus Flat – Nevada
  - Sand Spring Valley – Nevada
  - Tikaboo Valley – Nevada
  - Humboldt Sink – Nevada (entwässert den Humboldt River, den längsten Fluss des Großen Beckens)

- Nevada und Kalifornien:
  - Smoke Creek Desert – Nevada, Kalifornien
  - Massacre Lake – Nevada, Kalifornien
  - Lake Tahoe mit dem Truckee River als Abfluss in den Pyramid Lake
  - Carson Sink – Nevada, Kalifornien
  - Walter Lake – Nevada, Kalifornien
  - Fish Lake Valley – Nevada, Kalifornien
  - Ivanpah Valley – Nevada, Kalifornien
  - Pahrump Valley – Nevada, Kalifornien
  - Surprise Valley – Kalifornien, Nevada
  - Madeline Plains – Kalifornien, Nevada
  - Honey Lake – Kalifornien, Nevada
  - Mono Lake – Kalifornien, Nevada
  - Crowley Lake – Kalifornien, Nevada
  - Eureka Valley – Kalifornien, Nevada
  - Death Valley (Tal des Todes) – Kalifornien, Nevada (tiefster Punkt der USA)

- Kalifornien:
  - Buena Vista Lake – Kalifornien
  - Lake Elsinore – Kalifornien
  - Eagle Lake – Kalifornien
  - Owens Lake – Kalifornien
  - Saline Valley – Kalifornien
  - Panamint Valley – Kalifornien
  - Indian Wells Valley – Kalifornien
  - Searles Valley – Kalifornien
  - Antelope Valley – Kalifornien
  - Fremont Valley – Kalifornien
  - Coyote Lake – Kalifornien
  - Cuddeback Lake – Kalifornien
  - Mojave River – Kalifornien
  - Mojave-Wüste (Mojave Desert) – Kalifornien
  - Saltonsee (Salton Sea)- Kalifornien

- Nevada und Utah:
  - Hamlin Valley – Nevada, Utah
  - Pilot Creek – Nevada, Utah
  - Thousand Springs Creek – Nevada, Utah
  - Große Salzwüste (Great Salt Lake Desert) – Utah, Nevada
  - Snake Valley – Utah, Nevada
  - Escalante Desert – Utah, Nevada

- Utah:
  - Pine Valley – Utah
  - Tule Valley – Utah
  - Rush Valley – Utah
  - Tooele Valley – Utah
  - Skull Valley – Utah
  - Sevier Lake – Utah
  - Beaver River – Utah

- Nevada und Oregon:
  - Black Rock Desert – Nevada, Oregon
  - Continental Lake – Nevada, Oregon
  - Alvord Lake – Oregon, Nevada

- Oregon:
  - Harney Basin – Oregon
  - Summer Lake – Oregon
  - Silver Lake – Oregon
  - Lake Abert – Oregon
  - Guano Lake – Oregon

- Oregon und Kalifornien:
  - Lost River – Kalifornien, Oregon
  - Butte Creek – Kalifornien, Oregon
  - Goose Lake – Kalifornien, Oregon

- Oregon und Kalifornien und Nevada:
  - Warner Lakes – Oregon, Kalifornien, Nevada

- Utah und Idaho:
  - Curlew Valley – Utah, Idaho

- Utah und Idaho und Wyoming:
  - Großer Salzsee (Great Salt Lake) – Utah, Idaho, Wyoming (Bear River, Jordan River und Weber River)

## Geschichte
Während die unteren Gesteinsschichten aus dem Archaikum stammen, ist die Oberflächengestalt des Großen Beckens nur etwa 17 Millionen Jahre alt.
Aufgrund eines Irrtums bei der Vermessung in der Region des Großen Beckens glaubte man bis in die 1840er Jahre, dass ein Buenaventura River genannter Fluss den Großen Salzsee mit dem Pazifik verbinde.

## Berge
- Boundary Peak (4007 m) – am Osthang der Sierra Nevada
- Wheeler Peak (3982 m) – im 312 km² großen Great-Basin-Nationalpark

## Städte
- Reno
- Salt Lake City
- Provo
- Sparks
- Carson City